# Wetzelsdorf
Wetzelsdorf ist der 15. Stadtbezirk der steirischen Landeshauptstadt Graz. Er liegt im Westen der Stadt (also auf der „Rechten Murseite“) zwischen den Bezirken Eggenberg im Norden und Straßgang im Süden. Er umfasst die gleichnamige Katastralgemeinde.

## Geschichte
Das früheste Schriftzeugnis ist von 1144 und lautet „Wercelsdorf“. Der Name geht auf den althochdeutschen Personennamen Wecil/Wezzelo zurück. Es entwickelte sich aus mehreren Gründungsdörfern, die über die Jahrhunderte verschiedenen Herrschaften gehörten. Dazu zählte beispielsweise auch das Benediktinerkloster Admont. 1906 verwaltungsmäßig von Eggenberg abgetrennt, wurde der einen bäuerlich-vorstädtischen Charakter aufweisende Ort im Jahr 1914 eine eigene Gemeinde. Bereits im 19. Jahrhundert entwickelte es sich entlang der Südbahnlinie und der Alten Poststraße als Gewerbegebiet mit Arbeiterquartieren. Nach dem „Anschluss“ Österreichs 1938 wurde Wetzelsdorf nach „Groß-Graz“ eingemeindet. Im Jahr 1946 erlangte es schließlich den Status eines eigenen Grazer Stadtbezirks.

## Kultur und Sehenswürdigkeiten

### Bauwerke und öffentliche Einrichtungen
- Landespolizeidirektion Steiermark
- Steiermarkhof (ehemals Raiffeisenhof)
- Christkönigskirche
- St. Johann und Paul-Kirche
- Belgier-Kaserne
- Gablenzkaserne (nur teilweise, der überwiegende Teil liegt im südlich angrenzenden Bezirk Straßgang)
- Landesmilitärkommando Steiermark
- Jüdischer Friedhof
- ein Sanatorium

## Verkehr

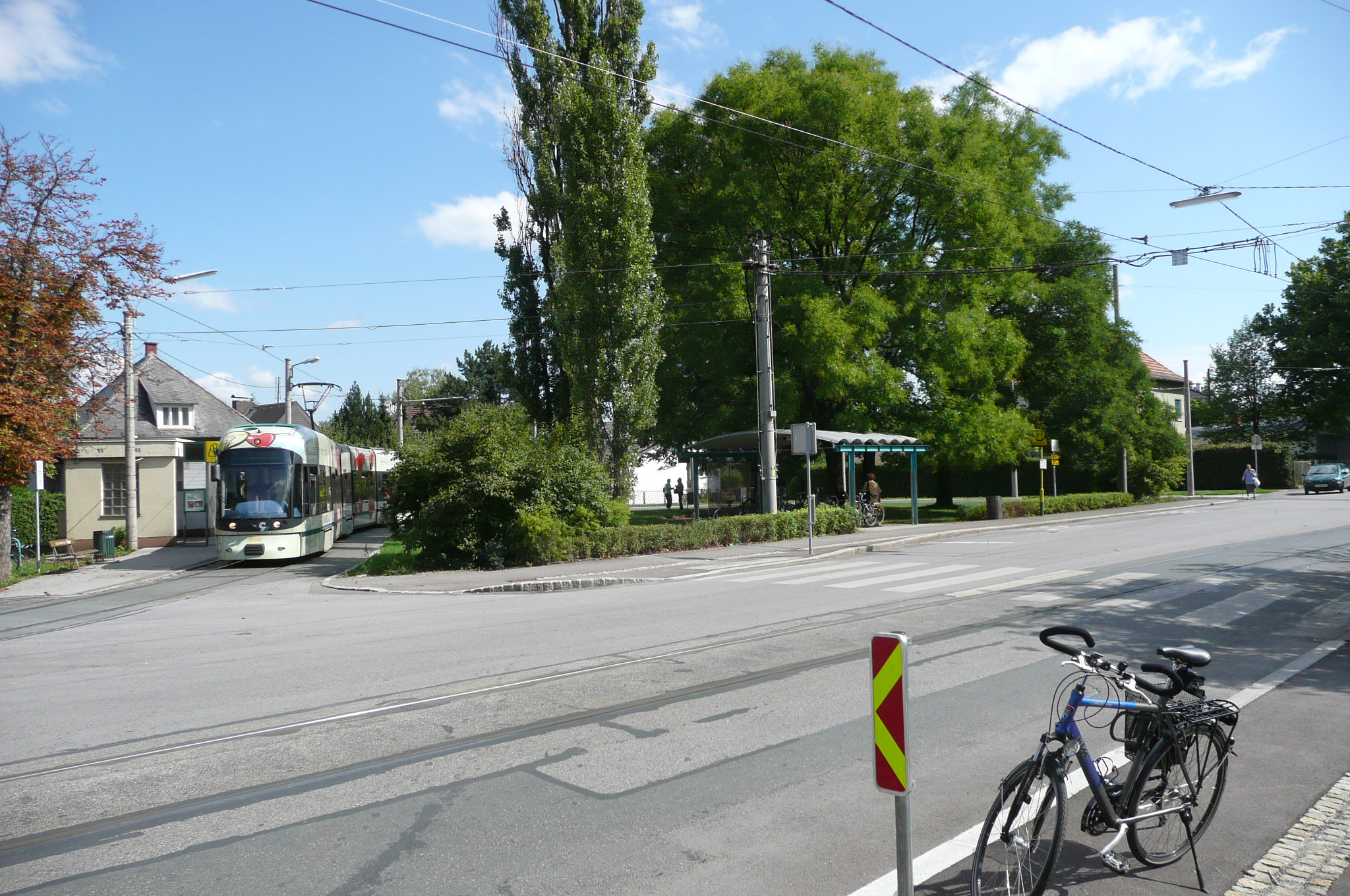
Die Haltestelle Wetzelsdorf der Straßenbahnlinie Nummer 7

Die Verkehrsanbindung erfolgt über die Haltestelle Wetzelsdorf der Graz-Köflacher Bahn, die Buslinien 31, 33, 62, 65 und 66 sowie über die Straßenbahnlinie 7, die am nördlichen Rand des Bezirks endet und die Straßenbahnlinie 4, die über den Stadtteil Reininghaus in den Norden von Wetzelsdorf führt. Die Stadtentwicklung des Industrieviertels wird durch das von der EU unterstützte Programm Urban Link Graz-West gefördert. Auf den Reininghaus-Gründen wird derzeit ein neuer Stadtteil errichtet. Direkt an der westlichen Bezirksgrenze befindet sich der 555 m hohe Ölberg in einem Waldgebiet; dieser wird vom Plabutschtunnel der Pyhrn Autobahn A 9 unterquert.

## Bildung
- Volksschule Peter Rosegger
- Bildungszentrum der Sicherheitsakademie Graz
- Bundesbildungsanstalt für Elementarpädagogik
- Heilpädagogische Station, Landesinternat der Krankenpflegeschule und Internat des Landeskrankenhauses
- Landwirtschaftliche Fachschule Grottenhof
- Landesbildungsanstalt der Gärtnerinnen